# Старое еврейское кладбище (Люблин)
 Памятник культуры Люблинского воеводства: регистрационный номер А/353 от  31 мая 1968 года.
Старое еврейское кладбище (пол.  Stary Nowy cmentarz żydowski) — иудейское кладбище, находящееся в Люблине (Польша). Кладбище является самым старым сохранившимся еврейским кладбищем на территории Польши. Надгробия кладбища являются ценными историческими памятниками. Наряду с новым кладбищем старое еврейское кладбище является одним из немногих уцелевших исторических свидетельств многовекового пребывания евреев в Люблине. Кладбище расположено на холме Гродзиско между улицами Флорианской и Калиновщизна рядом с церковью монашеского ордена салезианцев.

## История
Кладбище было заложено на территории бывшей средневековой крепости около 1541 года (дата определяется по самому старому сохранившемуся надгробию). Люблинский краевед Пшемыслав Бурхард утверждает, что кладбище было основано в самом начале XVI века. Первое письменное упоминание о кладбище датируется 1555 годом, когда староста Люблина выдал евреям привилегию хоронить умерших на уже существующем кладбище.
В 1830 году кладбище было закрыто в связи с отсутствием мест и основанием в Люблине нового кладбища. Несмотря на недостаток места и закрытие кладбища до начала XX века несколько раз проводились как законные, так и нелегальные захоронения.
Во время Первой мировой войны российскими войсками были сожжены почти все деревянные надгробия.
В 1939 году на кладбище находилось около 3000 надгробий. Во время Второй мировой войны немцы почти полностью разрушили кладбище, использовав надгробия для ремонта и мощения улиц. Кладбище также пострадало от бомбардировки в 1945 году. После войны городские власти не интересовались кладбищем, что привело к дальнейшему его разорению.
В 80-х годах XX столетия Общество защиты памятников еврейской культуры произвело инвентаризацию кладбища. В период с 1988—1991 год кладбище несколько раз подвергалось актам вандализма, во время которых было уничтожено около 40 надгробий.

## В настоящее время
Хотя кладбище указывается на туристических картах города, общедоступный вход на его территорию невозможен. Вход на кладбище находится со стороны улицы Калиновщизна. Кладбище открывается только для организованных групп, которые организует иешива, находящаяся по улице Любартовская, 85 (Lubartowskа 85).
В настоящее время кладбище ограничивает высокая кирпичная стена. Площадь кладбища составляет около 60 гектаров и на нём находится более 60 надгробий, старейшее из которых датируется 1541 годом.

### Описание
Большинство надгробий сделаны из камня или песчаника. Памятники, украшенные орнаментами и разными символами, имеют плоскую и полукруглую форму.
Символы, находящиеся на памятниках, означают следующее:
- Корона означает, что умерший был знатоком Библии или имел важную общественную роль в еврейской общине;
- Лев означает, что умерший носил имя Лейб или Йегуда Арье (на иврите и идише это означает имя «Лев»);
- Ладонь, омывающаяся из кувшина, означает, что умерший был раввином.

## Известные личности, похороненные на кладбище
- Яаков бен Йегуда ха-Леви Копельман (умер 1541 г.) — его надгробие самое старое на кладбище (надгробие сохранилось);
- Якуб Ицхак Горовиц (1745—1815) — раввин, основатель люблинской хасидской династии (надгробие сохранилось);
- Соломон Лурия (1510—1573) — раввин (надгробие сохранилось);
- Шалом Шахна (1510—1558) — раввин, основатель люблинской иешивы (надгробие сохранилось).

## Источник
- Przemysław Burchard: Pamiątki i zabytki kultury żydowskiej w Polsce. Warszawa: 1990, стр. 163—164.